# Resolution 656 des UN-Sicherheitsrates
Die Resolution 656 des UN-Sicherheitsrates ist eine Resolution, die der Sicherheitsrat der Vereinten Nationen in seiner 2927. Sitzung am 8. Juni 1990 einstimmig beschloss. Unter Hinweis auf die Resolution 654 (1990) und unter Überprüfung eines Berichts des Generalsekretärs beschloss der Rat, die Aufgaben der Überwachung des Waffenstillstands, der Demobilisierung und der Trennung der Contra-Einheiten und anderer Streitkräfte des Widerstands in Nicaragua bis zum 29. Juni 1990 zu verlängern.
In der Entschließung werden alle beteiligten Parteien aufgefordert, das Tempo der Demobilisierung beizubehalten und zu erhöhen, damit sie bis zum 29. Juni 1990 abgeschlossen werden kann. Er ersuchte ferner den Generalsekretär, dem Rat bis zu diesem Zeitpunkt Bericht zu erstatten. Der Generalsekretär teilte dem Rat am 29. Juni mit, dass die Demobilisierung am Vortag abgeschlossen sei und dass die Beobachtergruppe der Vereinten Nationen in Mittelamerika im Konflikt in Nicaragua geholfen habe.